# 熱那亞地鐵
熱那亞地鐵（義大利語：Metropolitana di Genova）是義大利城市熱那亞的捷運系統。熱那亞捷運目前只有1條路線，長度為7.1公里，設置8座車站。熱那亞捷運通車於1990年6月13日。之後捷運路線在1992年、2003年、2005年、2012年經歷多次延長。

## 歷史

### 早期提議

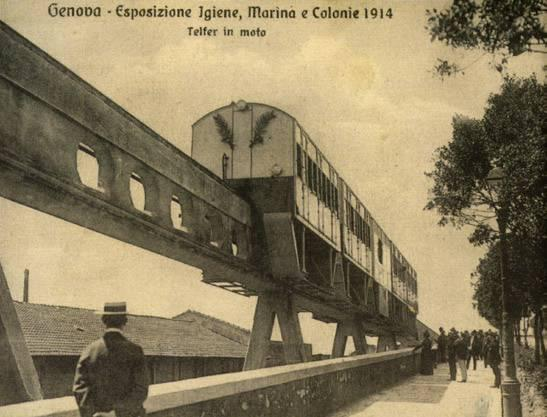
曾於1914年運行的Telfer單軌鐵路

熱那亞地鐵的提議可以追朔至1900年代，1907年工程師卡羅‧普法爾茨提出第一個電力驅動的城市軌道交通系統，該工程師曾為熱那亞設計澤卡-里吉纜索鐵路，此後數位工程師為熱那亞提出地鐵設計但都未實現。其中最重要的是阿多諾侯爵，其對伦敦地铁與紐約地鐵印象深刻，希望在熱那亞將之複製，他與工程師在1911年提出第一個提案，但因為一戰被放棄。
1914年熱那亞一度修建一條2.2公里，僅有2個車站的單軌鐵路--Telfer，該項目為1914年國際海洋與海事衛生展覽會的樣板設施，原計畫在展覽結束後繼續擴張，但最終在1918年被放棄並拆毀。
一戰結束之後，阿多諾侯爵於1923年再次提出新的規劃，路線全長16公里，設置18座車站，全線地下化。規劃獲得墨索里尼内阁與地方政府同意，預計分兩階段於1927和1930年開通，然而由於高達1.2億里拉的造價，導致該規劃最終在1926年被放棄。之後阿多諾又在1934、1949、1960年提出計畫，但直到其於1969年逝世，地鐵並未落成。

### 規劃建設

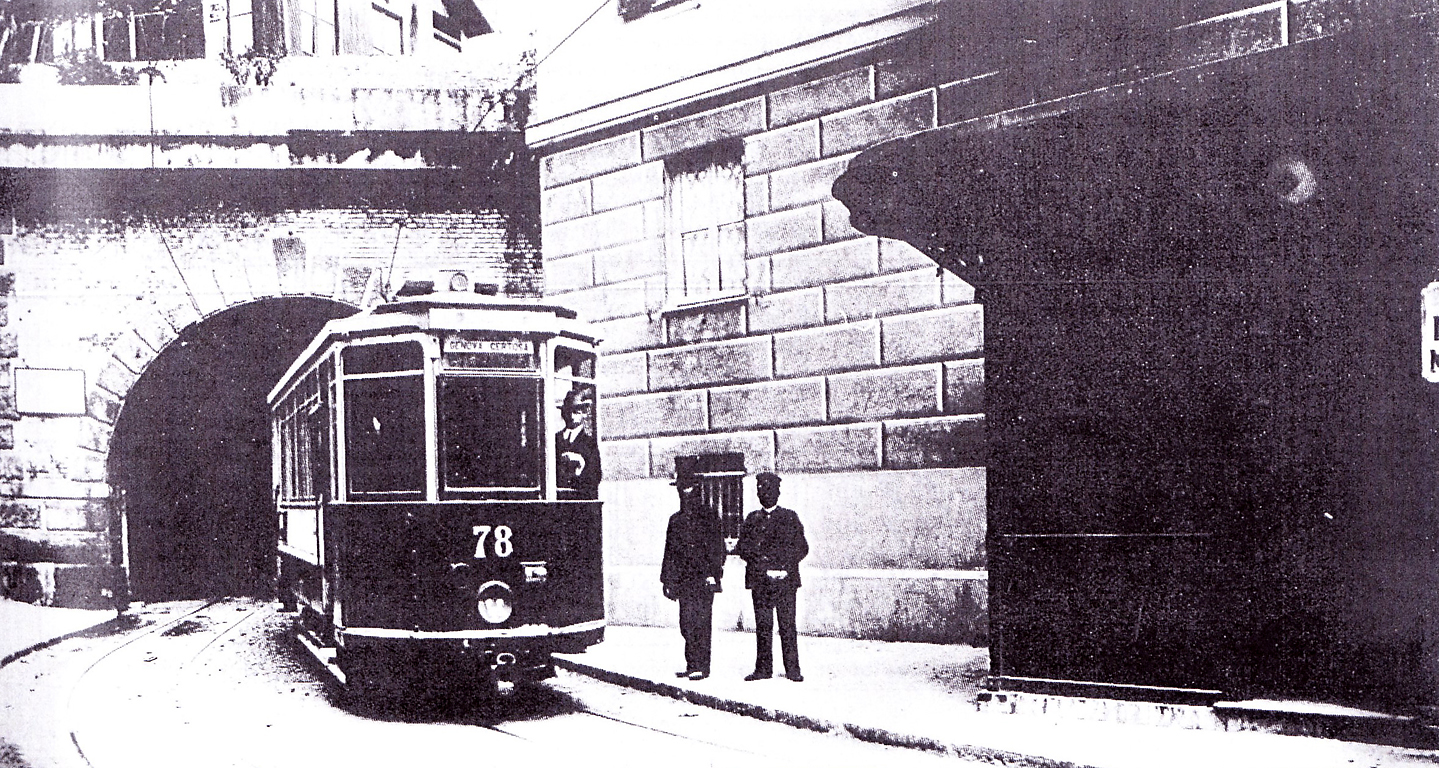
1878年至1966年營運的熱那亞有軌電車，背景為切爾托薩隧道。

1960年代，隨著經濟增長，私人車輛逐漸增加，同時熱那亞又在1966年關閉熱那亞有軌電車，導致交通壅塞問題日益嚴重，1960、70年代，幾個規劃被提出，包括單軌鐵路，以及地鐵。1972年曾提出建設2條地鐵的計畫，但最終因為造價昂貴、超過實際需求，而被放棄。
1982年熱那亞決定重新恢復有軌電車，但受到地面空間有限的限制，加上熱那亞獲得中央政府舉辦1990年國際足協世界盃與1992年熱那亞世界博覽會的資助，於是熱那亞在1986年決定放棄有軌電車，興建中型鐵路系統。
1986年熱那亞開始市內最重要的交通孔道--切爾托薩隧道的改造，該隧道最初為有軌電車運行，有軌電車拆除後鋪設瀝青路面，1986年再次鋪設軌道，成為熱那亞地鐵最早施工的路段。1990年世界盃前夕，長2.5公里，設置2座車站，經過切爾托薩隧道的布林站 - 迪內格羅站路段通車。

### 路線延長
1992年開通王子广场车站站，路線長度因此增加到 3.0 公里，3座車站。然而同一年義大利發生嚴重貪腐醜聞，政府質疑項目效益，以及改變採購和公共工程法規，導致地鐵建設停滯。1998年新市政當局將地鐵建設移交特許公司進行，2003年地鐵新開通2站，覆蓋熱那亞港周圍。
2005年地鐵再延伸進入熱那亞市中心，開始發揮城市軌道交通的功能，2006年在原有路段增開1站，最近的延伸為2012年，增開布利吉奧萊車站站，路線延長1.6公里。

## 車站
| 站名                  | 站間距 | 累積距離 | 開通時間       | 車站位置 | 車站設施 | 轉乘路線                                                 |
| --------------------- | ------ | -------- | -------------- | -------- | -------- | -------------------------------------------------------- |
| 卡內帕里              | 0.6    | -0.6     | 2024年         | 高架     | 停車場   |                                                          |
| 布林                  | --     | 0.0      | 1990年6月13日  | 高架     | 停車場   |                                                          |
| 迪內格羅              | 2.5    | 2.5      | 1990年6月13日  | 地下     | 停車場   |                                                          |
| 王子广场车站          | 0.5    | 3.0      | 1992年7月13日  | 地下     |          | 熱那亞都市鐵路、意大利列車 · 王子廣場-格拉納羅洛齒軌鐵路 |
| 碼頭                  | 0.6    | 3.6      | 2003年8月7日   | 地下     |          |                                                          |
| 聖喬治                | 0.7    | 4.3      | 2003年8月7日   | 地下     |          | Navebus                                                  |
| 薩爾扎諾/聖阿戈斯蒂諾 | 0.8    | 5.1      | 2006年4月3日   | 地下     | 停車場   |                                                          |
| 費拉里                | 0.4    | 5.5      | 2005年2月4日   | 地下     |          |                                                          |
| 科爾維托              | -      | -        |                | 地下     |          |                                                          |
| 布利吉奧萊車站        | 1.6    | 7.1      | 2012年12月22日 | 高架     |          | 熱那亞都市鐵路、意大利列車                               |
| 馬丁內斯              | 0.7    | 7.8      |                | 地面     |          |                                                          |

## 列車

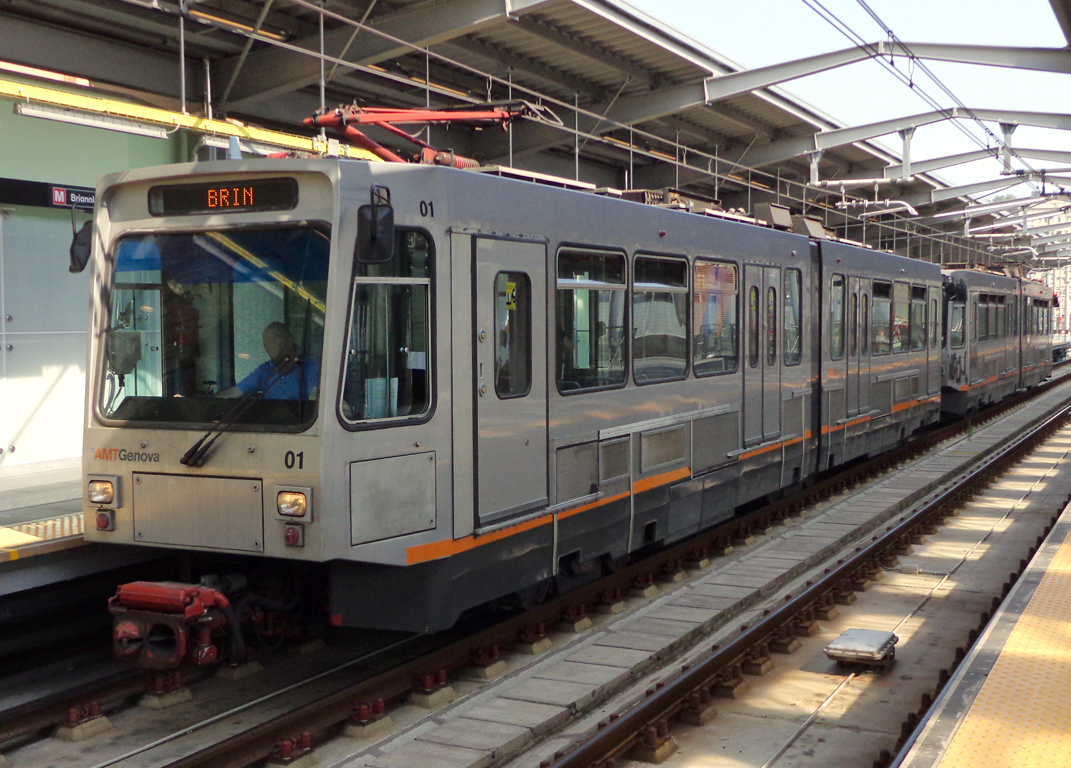
熱那亞地鐵第一代列車
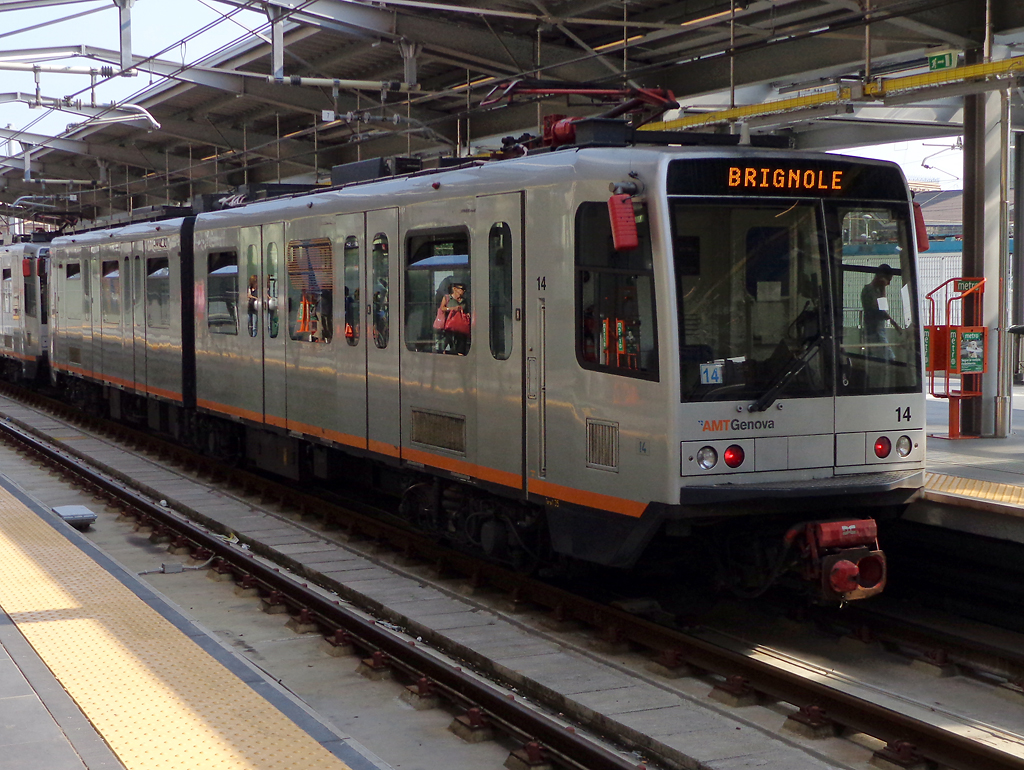
熱那亞地鐵第二代列車
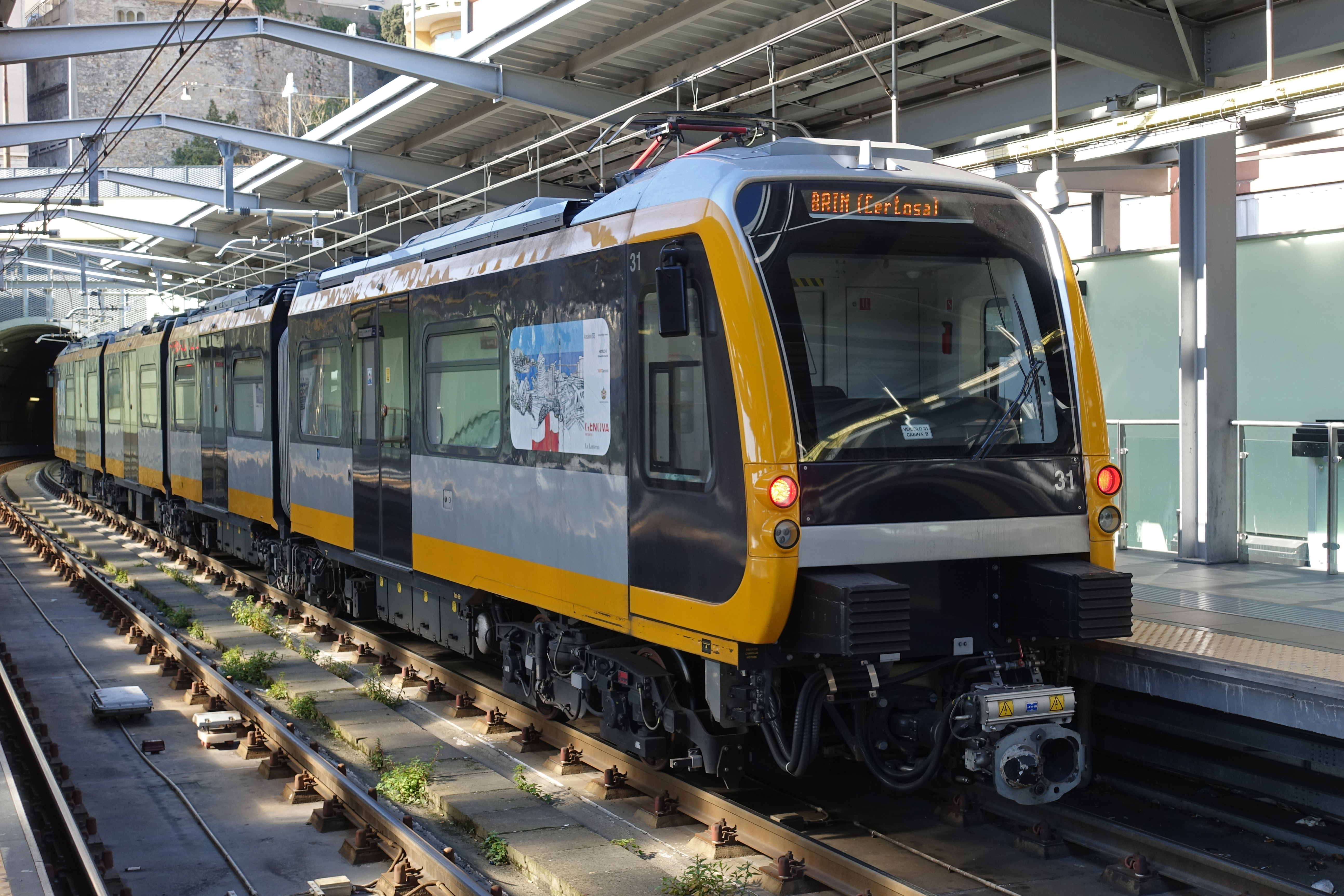
熱那亞地鐵第三代列車

熱那亞地鐵目前有3代列車，總共25組，1、2代為2節一組，第3代為4節一組。與多數地鐵不同，熱那亞地鐵採用架空線供電。
- 第一代列車又稱「0系列」或「AMT 01-06電力動車組（義大利語：Elettromotrici AMT 01-06）」，2節一組，共有6組，編號01到06，總共12節車廂，由義大利列車製造商製造，列車仿蘇黎世電車的蘇黎世電車2000型（英语：Tram 2000）製造，主要考慮列車將在舊有軌電車路線運行，因此採用有軌電車車型。最初計畫購買75組列車，但最後只購買6組，於1985年交付，1990年開始營運，運行時兩組邊為一列，以4節編組營運，所有車廂總共可以編為3列列車。列車長度為 20.5 米，可容納 180 名乘客，最高時速70 公里/小時。

- 第二代列車又稱「10系列」或「AMT 11-22電力動車組（義大利語：Elettromotrici AMT 11-22）」，2節一組，共有12組，編號11到22，總共24節車廂，由安薩爾多百瑞達製造，於1990到1995年間製造年交付，1991年開始營運，運行時兩組編為一列，以4節編組營運，所有車廂總共可以編為6列列車，列車長度為 24.5 米，可容納 206 名乘客，最高時速70 公里/小時。

- 第三列車又稱「30系列」或「AMT 31-37電力動車組（義大利語：Elettromotrici AMT 31-37）」，4節一組，共有7組，編號31到37，總共28節車廂，由日立軌道義大利製造，於2015到2017年間製造年交付，2017年開始營運，運行時以一組4節編組營運，所有車廂總共可以編為7列列車，列車長度為 39.1米，可容納 290 名乘客，最高時速80 公里/小時。塗裝與前兩代明顯不同。[9]

由於地鐵將繼續延長，且第一代列車已經使用超過30年，因此2020年熱那亞宣布以7000萬歐元，購買了14輛新一代列車，2021 年熱那亞與日立軌道義大利簽署新列車供應合同，新列車預計在2023年至2024年間交付。

## 未來計畫

### 科爾維托站
科爾維托站在費拉里站和布利吉奧萊車站站之間，費拉里站和布利吉奧萊車站站之間施工時便已一併施工，但2010年停止該站施工，成為幽灵车站。2016年該車站再次被提交，2022年12月市政府批准了該站立項，該工程總成本為5,630萬歐元，於2023年秋季动工，預計於2026年完工。

### 西北方向
目前地鐵有一個正在建設中，與一個進行建設前期作業的擴建工程，在西端將新增一站--卡內帕里站，該車站自熱那亞地鐵設計之初就存在，位於布林站西北550公尺處，採高架車站設計以跨越意大利國家鐵路的貨運路線。然而，高架鐵路的延續被認為對附近的影響太大，一直被阻止建設。1996年由於國鐵預計終止貨運線，安薩爾多重新設計卡內帕里站改以平面方式建造。
然而2010年代國鐵改變計畫，宣布利用該貨運線線位建造托爾托納-熱那亞高速鐵路，地鐵被迫再次更改設計。新設計於2020年提出，並完成與國鐵的交涉，2021年1月15日動工，新線延長750公尺，550公尺為兩站區間、200公尺為列車調度使用，原定2022年完工，2023年開通，但工程延誤，2023年2月更在挖掘過程中，發現了一座可追溯到公元300年的古羅馬熔爐，這項發現造成文化遺產監管部門的介入，開放日期因此延長至2024年7月，成本增加230萬歐元。

### 東南方向
在東端，目前也預計新增一站--馬丁內斯站，2012年布利吉奧萊車站站開通後，繼續向東延伸的建議被提出，2013年市議會同意向東延伸2個車站，工程將由安薩爾多STS負責。理論上向東延伸很容易實施，用地為義大利國鐵計畫停用的车辆段，只需將兩條現有鐵路線改造成並建造車站。但國鐵工會反對將該車輛段關閉。2018年熱那亞新政府獲得中央政府延伸地鐵的1.37億歐元資金，2020年底市政府與國鐵工會達成保留車輛段與建造地鐵共存的發展協議，2021年9月熱那亞政府向國鐵購得建設用地，工程預計延長路線700公尺，工期540天。工程于2023年开始，预计2025年年底完成。

### 新列车
考慮到計劃中的擴建，並考慮到第一代列車現已服役三十年，市政府於2020年獲得了7000萬歐元的貸款，用於購買14列新一代列車。 2021年，热那亚与日立意大利簽署了供應新列車的合約，預計在2023至2024年期間，每月交付一列列車。

## 外部連結
- Official website （页面存档备份，存于） （意大利文）
- Unofficial site （页面存档备份，存于） and forum about Genoa underground and public transport （意大利文）
- Urbanrail.net Genoa site